# Голландська колонізація Гвіани
Голландська колонізацію Гвіани розпочалася наприкінці XVI століття в районі прибережного регіону між річками Оріноко та Амазонкою в Південній Америці. Спочатку голландці претендували на всю Гвіану (також зване De wilde kust, «Дике узбережжя»), але — після спроб продати її спочатку Баварії, а потім Ганау, а також втрати частини території Португалією, Великою Британією та Францією, частина, фактично заселена і контрольована Нідерландами, стала відома як Голландська Гвіана (голланд.: Nederlands-Guiana).
Колонії Ессекібо і Демерара контролювалися Голландською Вест-Індською компанією, тоді як Бербіс і Суринам контролювалися Товариством Бербіса і Товариством Суринаму відповідно. Кайєна також перебувала під короткими періодами голландського контролю. Після наполеонівських воєн у 1814 році Велика Британія отримала контроль над трьома колоніями (Демерара, Бербіс і Ессекібо) на захід від річки Курантина, які стали Британською Гвіаною, а потім сучасною Гаяною. Решта колонії, Суринам (також званий «Голландська Гвіана»), залишався під контролем Нідерландів до здобуття незалежності в 1975 році.

## Історія

### Походження

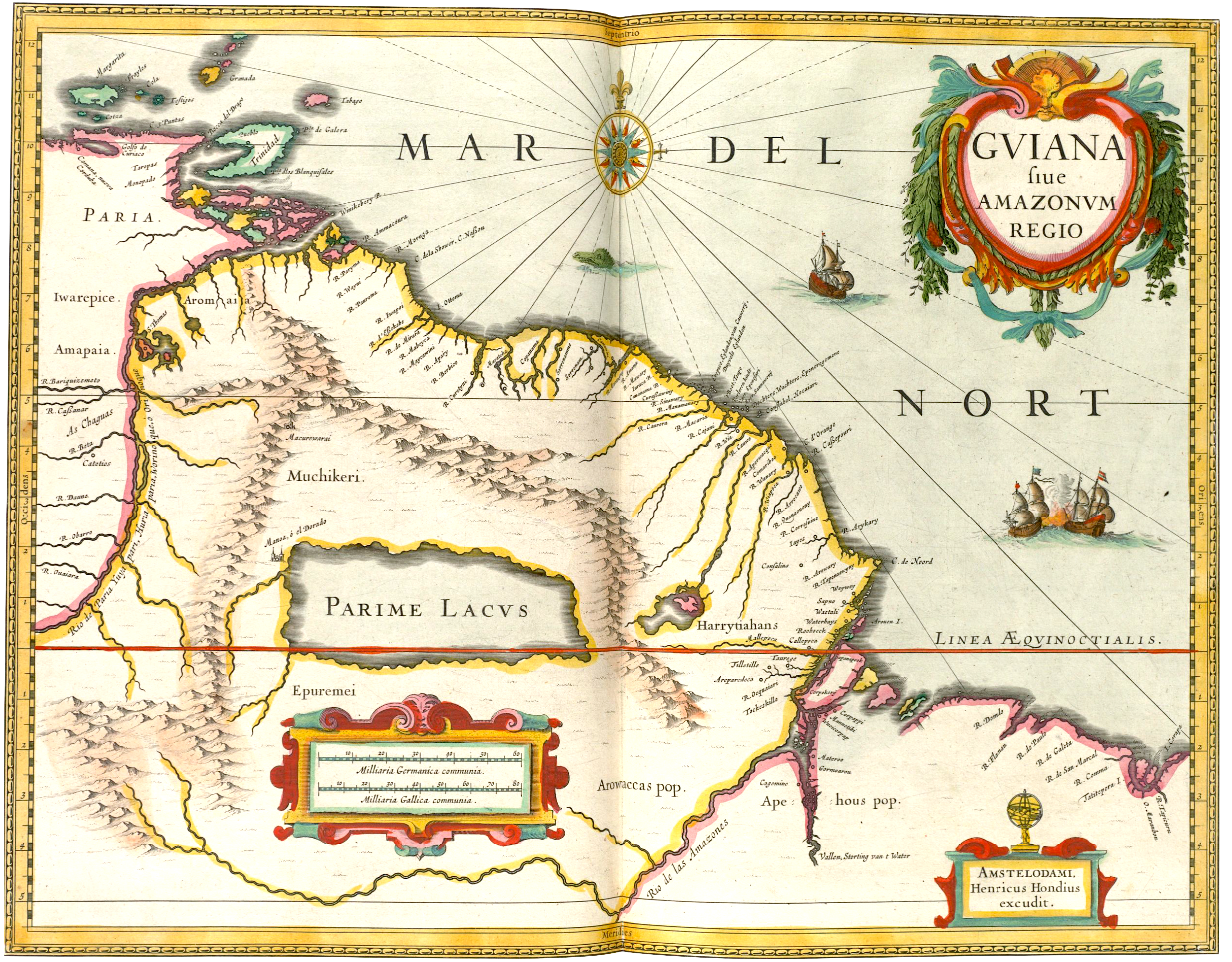
Карта Голландської Гвіани Гендріка Гондіуса I, 1638 рік

У 1598 році через рік після англійців флот із трьох голландських кораблів, які відвідали Дикий берег, згадує про проходження річки «Сурінамо». Наступного року з'явилося перше картографічне посилання на цей регіон: карта 1599 року, намальована фламандським географом Йодоком Гондіусом, присвячена цій подорожі. Починаючи з 1581 року, колонії заселяли голландські колоністи, більшість з яких походили з провінції Зеландія. Торгові пости були засновані біля різних річок, включаючи річки Померун, Ессекібо, Бербіс і Суринам. Французькі, нідерландські та англійські колоністи заснували багато невеликих комерційних установ, переважно бартерних пунктів. Через наслідки хвороб і нападів місцевих жителів ці колонії рідко існували довго.

### Заснування
У 1621 році була створена Голландська Вест-Індська компанія, яка отримала повний контроль над колоніями в Південній Америці. Колонією керував голландський дослідник Абрахам ван Пір, який заснував поселення Бербіс. Після Третьої англо-голландської війни Англія поступилася колонією Суринам в обмін на Новий Амстердам.
Голландська Гвіана була не політичним утворенням, а скоріше географічним зазначенням. Колонії, що утворилися вздовж Голландської Гвіани, спочатку контролювалися кількома суб'єктами. Ессекібо і Демерара контролювалися Голландською Вест-Індською компанією, а Бербіс і Суринам контролювалися Товариством Бербіса і Товариством Суринаму відповідно. Пернамбуку та поселення далі на захід, включаючи Португальську Гвіану, нині бразильський штат Амапа, перебували під контролем Нідерландів з 1630 по 1654 рік. Каєнна (Французька Гвіана) також ненадовго контролювалася голландцями між 1660 і 1664 роками, а потім знову між 1676 і 1677 роками.

### Розчинення

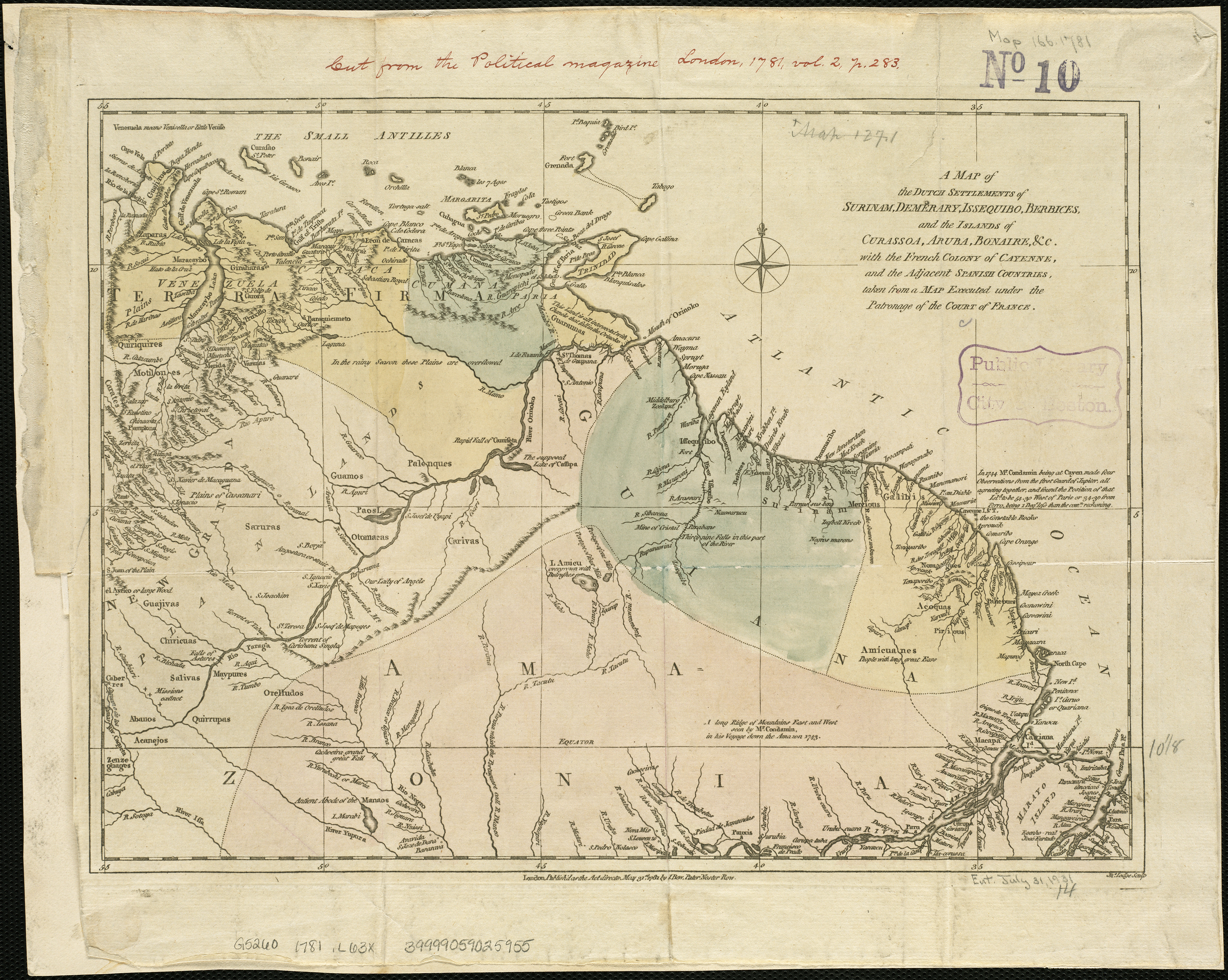
«Карта голландських поселень Суринаму, Демерарі, Іссекібо, Бербісеса та островів Курассоа, Аруба, Бонайре тощо». (1781)

Під Батавською республікою велика частина Голландської Гвіани знову була окупована британцями. Після наполеонівських війн у 1814 році Британія отримала контроль над трьома колоніями (Демерара, Бербіс і Ессекібо) на захід від річки Курантина. Ці три колонії стали Британською Гвіаною. Після 1815 року існувало п'ять Гвіан, які називалися за домінуючими мовами: Іспанська Гвіана (Венесуела), Британська Гвіана, Голландська Гвіана, Французька Гвіана та Португальська Гвіана (Бразилія).
Колонія, що лишилася, до 1975 року була частиною Королівства Нідерландів, коли вона стала незалежною як Республіка Суринам.

## Географія
Голландська Гвіана охоплювала більшу частину Гвіанського щита, її кордони простягалися від дельти Оріноко на північному заході, східних берегів річки Кароні на південному заході до острова Марахо в дельті річки Амазонки на південному сході.

## Голландська Гвіана або Суринам
Хоча колонія Суринам завжди була офіційно відома як тСуринам, у ХІХ і ХХ століттях часто її неофіційно та напівофіційно нідерландською та англійською мовами називали Голландською Гвіаною (голландською: Nederlands Guiana), за аналогією з Британською Гвіаною та Французькою Гвіаною. Історично Суринам був лише однією з багатьох голландських колоній у Гвіані, іншими були Бербіс, Ессекібо, Демерара та Померун, які після захоплення Великою Британією в 1814 році були об'єднані в Британську Гвіану в 1831 році. З 1630 по 1654 рік голландці також контролювали північну Бразилію, включаючи територію, яка під час правління Лісабона називалася Португальською Гвіаною. Таким чином, до 1814 року термін «Голландська Гвіана» описував не лише Суринам, а скоріше всі колонії під голландським суверенітетом у регіоні разом узяті: набір державних утворень з різними урядами, чиї зовнішні кордони значно змінювалися з часом.